# Sistema de pago electrónico

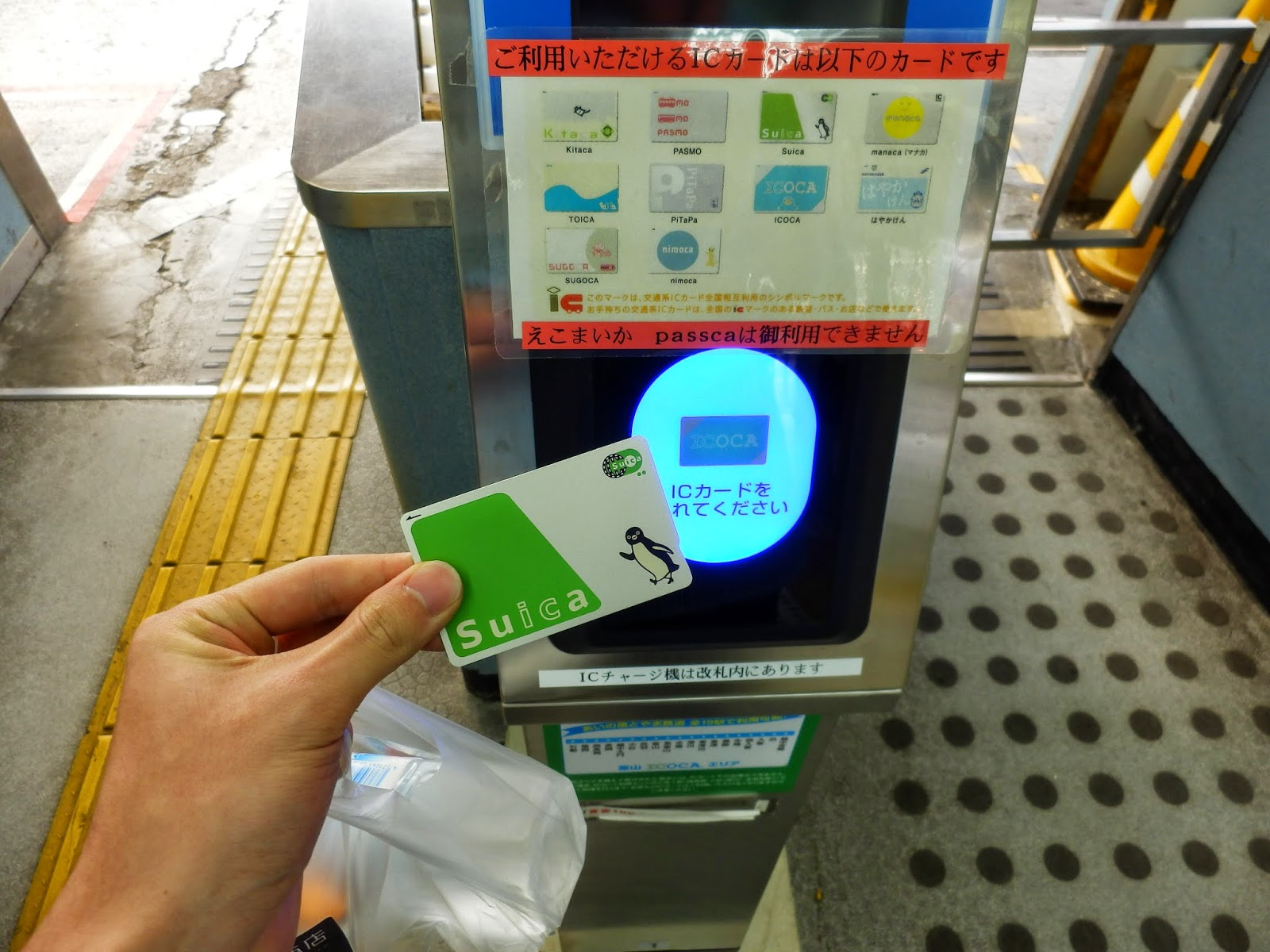
Una persona pagando con su tarjeta Suica en la estación de tren de Uozu (Japón).

Un sistema de pago electrónico o también llamado sistema de pago en línea (por tu dispositivo electrónico), también conocidos por EPS por su siglas en inglés, es un sistema de pago que facilita la aceptación de pagos para las transacciones en línea a través de Internet.
Los EPS o sistemas de pagos electrónicos, realizan la transferencia del dinero entre compradores y vendedores en una acción de compra-venta electrónica a través de una entidad financiera autorizada por ambos. Es, por ello, una pieza fundamental en el proceso de compra-venta dentro del comercio electrónico.
Como ejemplos de sistemas de pago electrónico nos encontramos las pasarelas de pago o TPV virtual para el pago con tarjeta que tramitan el 65,3% de los ingresos online, PayPal, tramita un 10,9% de la facturación ecommerce, sistemas de pago aplazado, con un 2,2% o Bizum con un 0,4% entre otros.
El comercio electrónico por Internet se ofrece como un nuevo canal de distribución sencillo, económico y con alcance mundial las 24 horas del día todos los días del año, y esto sin los gastos y limitaciones de una tienda clásica: personal, local, horario, infraestructura, etc.

## Funcionamiento
Se distinguen dos tipos de instituciones para la ejecución de este sistema: El bancario y el de sitios web especializados en pagos electrónicos que operan como una entidad financiera virtual. En el pago con tarjeta, el mecanismo de pago valida la tarjeta y organiza la transferencia del dinero de la cuenta del comprador a la cuenta del vendedor.
El monedero electrónico, sin embargo, almacena el dinero del comprador en un formato electrónico y lo transfiere al sistema durante el pago. El sistema de pago valida el dinero y organiza la transferencia a la cuenta del vendedor. También existe la posibilidad de que el sistema de pago transfiera el dinero electrónico al monedero electrónico del vendedor actuando en este caso como un intermediario entre ambos monederos electrónicos.
El pago a través de la banca electrónica, enlaza un número de operación o venta realizada en el comercio o tienda virtual con la cuenta bancaria del cliente en el mismo sitio del banco. Esto, reduce el riesgo de fraude al no transmitir información financiera personal por la red. Si el pago o transacción se desea hacer entre monedas diferentes, la misma institución financiera puede ofrecer un cambio de divisas, generalmente con un cargo adicional por el respectivo cobro de comisión por dicha operación.

### Inconvenientes
Otro factor clave es el anonimato. Adicionalmente, las operaciones ejecutadas bajo estos sistemas no generan ningún interés a favor de las cuentas de sus clientes, debido a que no funciona como cuenta de ahorro o de inversión.

## Tipos de sistemas de pago electrónicos

### Dinero en línea
Existen empresas que brindan esta triangulación con los bancos como SafetyPay o PayPal, también existen divisas comerciales puramente electrónicas como e-gold y las que combinan varias formas de pago como Neopago, además debemos incluir aquellas plataformas de pago que funcionan sobre una plataforma móvil (como el pago móvil), lo cual lleva a mayor portabilidad de las soluciones de pago y por tanto mayor posibilidad de uso sobre todo en lo referente a micropagos.

### Transferencias bancarias
Las transferencias bancarias se consideran también pagos electrónicos, mediante algún sistema de transferencia electrónica de fondos o en una plataforma para pago en línea con tarjetas de crédito o débito.